# Маргарита София Австрийская
Маргарита София Мария Аннунциата Терезия Каролина Луиза Жозефина Иоганна Австрийская (нем. Margarete Sophie Marie Annunciata Theresia Caroline Luise Josephine Johanna von Österreich; 13 мая 1870, Артштеттен — 24 августа 1902, Гмунден) — австрийская эрцгерцогиня из династии Габсбургов, в замужестве герцогиня Вюртембергская.

## Биография
Маргарита София — единственная дочь и четвёртый ребёнок в семье австрийского эрцгерцога Карла Людвига и его второй супруги Марии Аннунциаты. Своё имя новорождённая получила в честь первой жены отца Маргариты Саксонской и его матери Софии Баварской. Через год после рождения дочери Мария Аннунциата умерла от чахотки. Отец женился в третий раз на Марии Терезе Португальской.
В 22 года Маргарита София обручилась с 27-летним Альбрехтом Вюртембергским, старшим сыном герцога Филиппа Вюртембергского. Свадьба состоялась 24 января 1893 года в Вене. У супругов родилось семеро детей:
- Филипп Альбрехт (1893—1975) — титулярный король Вюртемберга, дважды женат, имел семерых детей от двух браков;
- Альбрехт Евгений (1895—1954) — герцог Вюртембергский, женат на Надежде Болгарской;
- Карл Александр (1896—1964) — священник в аббатстве Беурон;
- Мария Амалия (1897—1923) — была помолвлена с Георгом Саксонским, из-за политических событий и склонности принца к духовной жизни помолвка была расторгнута, умерла незамужней, детей не имела;
- Мария Терезия (1898—1928) — монахиня в Айбингенском аббатстве;
- Мария Елизавета (1899—1900) — умерла в младенчестве;
- Маргарита Мария (1902—1945).

Маргарита София умерла спустя полгода после рождения младшей дочери и была похоронена в семейном склепе Вюртембургского дома в Людвигсбурге. Альбрехт больше не женился. После строительства церкви Святого Михаила при Альтсхаузенском дворце прах герцогини был перенесён туда.